# Abbaye Saint-Pierre de Chalon-sur-Saône
Ne doit pas être confondu avec l'abbaye médiévale Saint-Pierre de Chalon-sur-Saône ni avec l'abbaye Saint-Pierre-aux-Monts, également à Chalon-sur-Saône.
Pour les articles homonymes, voir Abbaye Saint-Pierre.
L'abbaye médiévale Saint-Pierre est une abbaye située sur le territoire de la commune de Chalon-sur-Saône dans le département français de Saône-et-Loire et la région Bourgogne-Franche-Comté.

## Historique
Elle fait l'objet d'une inscription au titre des monuments historiques depuis le 27 septembre 1948.